# Lången (Burseryds socken, Småland)
Lången är en sjö i Gislaveds kommun i Småland och ingår i Nissans huvudavrinningsområde. Sjön är 10,1 meter djup, har en yta på 0,7 kvadratkilometer och befinner sig 163,7 meter över havet. Sjön avvattnas av vattendraget Betarpsbäcken. Vid provfiske har bland annat abborre, braxen, gädda och mört fångats i sjön.

## Delavrinningsområde
Lången ingår i det delavrinningsområde (634232-134701) som SMHI kallar för Mynnar i Kilan. Medelhöjden är 171 meter över havet och ytan är 7,37 kvadratkilometer. Det finns inga delavrinningsområden uppströms utan avrinningsområdet är högsta punkten. Betarpsbäcken som avvattnar avrinningsområdet har biflödesordning 3, vilket innebär att vattnet flödar genom totalt 3 vattendrag innan det når havet efter 81 kilometer. Delavrinningsområdet består mestadels av skog (71 procent). Avrinningsområdet har 1,03 kvadratkilometer vattenytor vilket ger det en sjöprocent på 13,9 procent.

## Fisk
Vid provfiske har följande fisk fångats i sjön:
- Abborre
- Braxen
- Gädda
- Mört
- Sutare